# Autostrada A54 (Franța)
În Franța, autostrada A54 leagă Nîmes de Salon-de-Provence. Ea este administrată de Autoroutes du Sud de la France (ASF). Are o lungime de 48 km, tronson care face parte integral din drumul european E80. Este o autostradă cu taxă.
Radio Vinci Autoroutes (107,7 FM) funcționează pe A54, în sectorul ASF. A54 face parte din rețeaua ASF din zona EST.
Autostrada leagă Nîmes de Salon-de-Provence și este întreruptă de o porțiune de drum expres (drumul național 113 și drumul național 572) între Arles și Saint-Martin-de-Crau.
Două treimi din A54 (48,4 km) sunt, de fapt, clasificate ca autostradă, restul fiind împărțit între drumul național 113 (19,5 km) și drumul național 572 (4,3 km).

## Istoric
Primul său tronson a fost inaugurat sub forma unui drum rapid la sud de Salon-de-Provence în anul 1970, în același timp cu porțiunea autostrăzii A7 dintre Sénas și Rognac.
Porțiunea dintre Nîmes și Arles a fost inaugurată în 1990.
Ultimul tronson care leagă Saint-Martin-de-Crau de Salon-de-Provence a fost inaugurat pe 13 martie 1996. Însă, la Salon-de-Provence, deschiderea completă a autostrăzii a dus la izolarea unui complex școlar cu 2.000 de elevi, unde traversarea este posibilă doar printr-o cale pietonală periculoasă, conform declarațiilor senatorului André Vallet din Bouches-du-Rhône, în 1997.

## Traseu
| De la A9 până la ieșirea 3; secțiune cu taxă concesionată către ASF.                                                                        | |                |
| Intersecție | Nod rutier între A9 și A54: A61 (Toulouse), Barcelona, Montpellier; Lyon, Avignon.                                                                      | A9 A61         |
| 25 - Nîmes-Quartiers Ouest | Orașe deservite: Alès, Sommières, Nîmes-Cartiere vest (ieșire de pe A9, dar deservește și A54).                                                         | A9 RN106 RN113 |
| A9 E15 E80 | |                |
| A54 E80 | |                |
| 1 - Nîmes-centre | Orașe deservite: Nîmes-centru, Saint-Gilles, Caissargues.                                                                                               |                |
| | Zone de odihnă: Caissargues (sens Nîmes-Salon) ; Nîmes-Costières (sens Salon-Nîmes).                                                                    |                |
| 2 - Garons | Orașe deservite: Saint-Gilles, Aeroportul Nîmes-Alès-Camargue-Cévennes.                                                                                 |                |
| | Trecerea din departamentul Gard în departamentul Bouches-du-Rhône. Trecerea din regiunea Occitanie în regiunea Provence-Alpes-Côte d'Azur.              |                |
| | Punctul de taxare Arles. |                |
| 3 - Saint-Gilles | Orașe deservite: Montpellier, Vauvert, Saint-Gilles (nod rutier parțial).                                                                               | RD572N         |
| A54 E80 | |                |
| De la ieșirea 3 până la ieșirea 4; secțiune gratuită, neconcesionată, având statut de drum expres (RN572), gestionată de DIR Méditerranée.  | |                |
| RN572 E80 | |                |
| 4 - Arles-Trinquetaille | Orașe deservite: Nîmes, Bellegarde, Arles-Trinquetaille, Arles-Salin-de-Giraud, Saintes-Maries-de-la-Mer.                                               | RD113          |
| RN572 E80 | |                |
| De la ieșirea 4 până la ieșirea 12; secțiune gratuită, neconcesionată, având statut de drum expres (RN113), gestionată de DIR Méditerranée. | |                |
| RN113 E80 | |                |
| 5 - Arles-centre | Orașe deservite: Port-Saint-Louis-du-Rhône, Arles-centru, Arles-Barriol.                                                                                |                |
| | Limitare la 90 km/h (sens Salon-Nîmes). |                |
| 6 - Arles-Fourchon | Orașe deservite: Arles-Fourchon, Arles-Alyscamps, Centre Hospitalier Joseph Imbert Arles.                                                               |                |
| 7 - Arles-Pont-de-Crau | Orașe deservite: Avignon, Tarascon, Beaucaire, Arles-Pont-de-Crau, Arles-Z.I Port.                                                                      | RD570N         |
| | Zonă de servicii: Les Cantarelles (sens Nîmes-Salon).                                                                                                   |                |
| 8 - Raphèle-lès-Arles | Orașe deservite: Arles-Moulès, Arles-Raphèle-lès-Arles.                                                                                                 |                |
| 9 - Fos-sur-Mer | Orașe deservite: A55 (Marsilia); Fos-sur-Mer, Martigues (nod rutier parțial).                                                                           | RN568 A55      |
| 10 - Saint-Martin-de-Crau-Ouest | Oraș deservit: Saint-Martin-de-Crau (nod rutier parțial).                                                                                               |                |
| 11 - Z.I Saint-Martin-de-Crau | Zonă deservită: Z.I Saint-Martin-de-Crau. |                |
| 12 - Saint-Martin-de-Crau-Est | Orașe deservite: Salon-de-Provence, Istres, Miramas, Saint-Martin-de-Crau.                                                                              | RD113          |
| RN113 E80 | |                |
| De la ieșirea 12 până la A7; secțiune cu taxă concesionată către ASF.                                                                       | |                |
| A54 E80 | |                |
| | Punctul de taxare Saint-Martin-de-Crau. |                |
| | Zonă de odihnă: Le Merle (în ambele sensuri). |                |
| 13 - Eyguières | Orașe deservite: Fos-sur-Mer, Martigues, Istres, Les Baux-de-Provence, Eyguières, Miramas, Grans.                                                       | RN569          |
| 14 - Salon-Ouest | Orașe deservite: Salon-de-Provence, Grans, La Fare-les-Oliviers, Lançon-Provence.                                                                       | RD113          |
| 15 - Salon-centre | Orașe deservite: Salon-de-Provence, Pélissanne (nod rutier parțial).                                                                                    | RD538          |
| Intersecție | Nod rutier între A7 și A54: A8 (Nice, Aix-en-Provence), A52 (Toulon), Marsilia, Aeroportul Marseille Provence, Berre-l'Étang; Lyon, Avignon, Cavaillon. | A7 A8 A52 E80  |
| A54 E80 | |                |
| A7 E80 E714 | |                |